# 農業工作獎章
農業工作獎章（俄語：Медаль «За труды по сельскому хозяйству»；英文：Medal "For Work in Agriculture"），是俄羅斯聯邦頒發的一項獎章。

## 歷史
農業工作獎章於2004年3月10日根據總統令設立，該總統令詳述了此獎章的頒發章程和外觀，頒發章程曾分別在2010年9月7日和2011年12月16日根據總統令進行修訂：在2010年的修訂中，頒發章程和獎章外貌被大幅改動，以凸顯出與蘇聯獎勵系統的區別；2011年的修訂正式設立此獎章的略章。

## 頒發
農業工作獎章是頒發給在培訓和研究中對農業和農工綜合體的發展作出貢獻的俄羅斯聯邦公民。如果外國公民在俄羅斯聯邦境內對俄羅斯聯邦農工綜合體的發展作出傑出貢獻，同樣可以獲頒此獎章。受勳者應把勳章戴在胸部的左邊，並且要和拯救生命獎章放在一起。

## 獎章外貌
農業工作獎章為一圓形的鍍金銀牌，直徑長32mm，邊緣凸起。獎章正面印有一個綠色十字，綠色十字中心有金屬的俄羅斯聯邦國徽，國徽被一圈玉米包圍；反面印有一行字“農業工作”（俄語：ЗА ТРУДЫ ПО СЕЛЬСКОМУ ХОЗЯЙСТВУ），底部有一條預留用作填上序號的橫線。 
農業工作獎章的綬帶為一五邊形，上有一條24毫米寬的綠色條紋，左右均有1.5mm的紅色條紋。